# Декомунізація

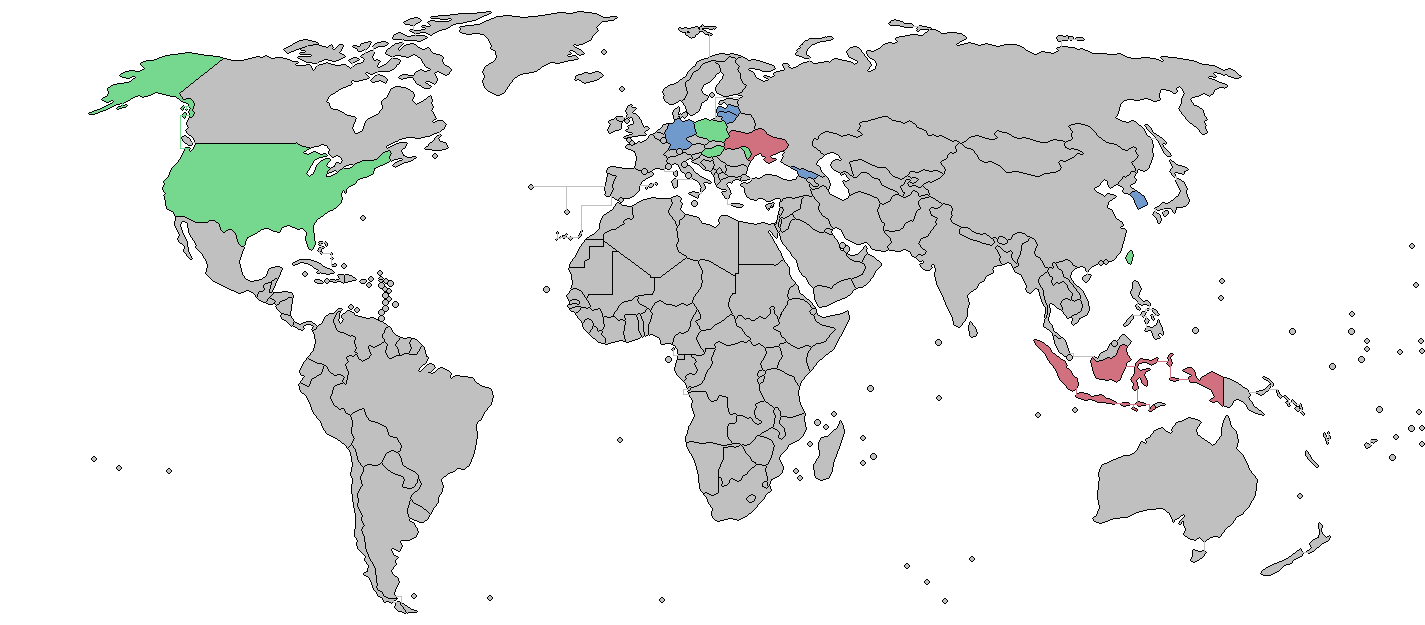
Держави, де заборонена комуністична символіка
Держави, де комуністична символіка заборонялася раніше
Держави, де заборонені деякі комуністичні символи, але загалом комуністична символіка дозволена

Декомунізація — система заходів, теоретична і практична діяльність, спрямовані на визволення від впливу та наслідків комуністичної ідеології в усіх сферах життя країни та суспільства після падіння владущих комуністичних режимів.

## Методи
Методи проведення та заходи з декомунізації в різних країнах суттєво відрізнялися через внутрішні особливості кожної з країн, особливості політичних процесів, відмінностями політичної культури, і, відповідно, різному трактуванні комуністичного режиму: як аморального, кримінального, окупаційного, негуманного, репресивного тощо.

Країни, де комуністична символіка заборонена
Країни, де певна комуністична символіка заборонена за деякими винятками
Країни, де нацистська символіка заборонена
країни, де певна нацистська символіка заборонена або/за деякими винятками існує
Країни, де нацистська і комуністична символіка заборонена
Країни, де нацистська і комуністична символіка заборонена за деякими винятками
Країни, які раніше забороняли нацистську чи комуністичну символіку
Країни, які не мають прямого регулювання нацистської та/або комуністичної символіки, але мають положення, які карають за використання символів для поширення ненависті в громадських місцях.

Суттєво відрізнялась і «глибина» декомунізації, наприклад:
- в Албанії у сфері державного управління була передбачена можливість звільнення без права поновлення будь-якого співробітника, визнаного винним у підтримці колишнього комуністичного режиму;
- у Грузії прийнята в 2011 році «Хартія свободи» не дозволила позбавитись навіть символів та гасел радянської епохи, які і через 4 роки після прийняття «Хартії» зустрічаються як у регіонах, так і в столиці;
- у Польщі 126 осіб отримали терміни від 1 до 10 років ув'язнення і лише у липні 2017, під час російсько-української війни, були затверджені заходи щодо позбавлення наслідків тоталітаризму; 2022 року в Польщі було знесено 20 пам'ятників епохи СРСР, це становило третину від запланованої кількості[1].
- у Румунії обмежилися введенням до Конституції статті 40, яка забороняє діяльність політичних партій і організацій, які «своєю метою або діяльністю заважають політичному плюралізмові, верховенству права або виступають проти суверенітету і незалежності Румунської держави»;
- у Чехії було засуджено 192 особи у 98 справах;
- в Україні з розпаду СРСР у 1991-му році процеси декомунізації впродовж довгого часу були безсистемними і лише після Революції гідності в 2014 році набули масового та системного характеру. При цьому декомунізація стосується лише символів і назв, але жоден співробітник спецслужб СРСР, доносчик із числа громадян України або чекіст не був покараний, багато з них мають державні пенсії та почесні нагороди за видатний успіх у царині геноциду українського народу.

У грудні 2022 року Литва заборонила пропаганду авторитарних і тоталітарних режимів, Сейм Литви схвалив для цього "закон про дерадянізацію".

## Організації
Розслідування та обвинувачення:
- Камбоджа — Надзвичайні палати в судах Камбоджі[en]
- Чехія — Управління документації та розслідування злочинів комунізму[en]
- Словаччина — Національний інститут пам'яті (Словаччина)[en]
- Естонія — Естонська міжнародна комісія з розслідування злочинів проти людства
- Німеччина — Федеральний комісар із записів Штазі[en]
- Індонезія — Уряд нового порядку[en]
- Литва — Литовський центр досліджень геноциду й опору[en]
- Польща — Інститут національної пам'яті — Комісія з розслідування злочинів проти польського народу
- Румунія — Інститут досліджень комуністичних злочинів в Румунії[en]
- Угорщина — Інститут історії Угорської революції 1956 року
- Україна — Український інститут національної пам'яті